# Irena Makarewicz
Irena Makarewicz, ps. Katarzyna Lewicka (ur. 19 maja 1957 w Warszawie) – polska tłumaczka literatury węgierskiej, propagatorka kultury węgierskiej. Tłumaczyła książki m.in. Sándora Máraiego, Györgya Spiró i Miklósa Bánffy’ego.

## Życiorys
Uczęszczała do VI Liceum Ogólnokształcącego im. Tadeusza Reytana w Warszawie. Studiowała w Budapeszcie i w Warszawie. Z wykształcenia jest enologiem i filozofem. Debiutowała w prasie w 2007, pierwsze tłumaczenie książkowe opublikowała w 2008. Tłumaczy także z angielskiego i niemieckiego.
Członkini Stowarzyszenia Pisarzy Polskich i Stowarzyszenia Tłumaczy Literatury. Została powołana w skład jury Nagrody Literackiej im. Marka Nowakowskiego.
Wielokrotna stypendystka węgierskich instytucji kultury, nagrodzona także przez Fundację Milána Füsta przy Węgierskiej Akademii Nauk.

## Przekłady
- Sándor Márai, Magia (węg. Mágia), Warszawa: Czytelnik, 2008. Tom ten zawiera m.in. opowiadanie Nagłe wezwanie, które Andrzej Wajda wykorzystał w scenariuszu filmu Tatarak[5].
- Sándor Márai, Pokój na Itace (węg. Béke Ithakában), Warszawa: Czytelnik, 2009
- Sándor Márai, Pokrzepiciel (węg. Erősítő), Warszawa: Czytelnik, 2010.
- Sándor Márai, Przygoda (węg. Kaland), pod pseudonimem Katarzyna Lewicka – premiera sztuki w Teatrze Polonia w Warszawie 9 lipca 2010, reżyseria: Krystyna Janda, w roli głównej: Jan Englert[8]
- Sándor Márai, Sąd w Canudos (węg. Ítélet Canudosban), Warszawa, Czytelnik 2013, wyd. II 2023
- Albert Wass, Czarownica z Funtinel (węg. A funtineli boszorkány), Świat Książki 2013
- Sándor Márai, Trzydzieści srebrników (weg. Harminc ezüstpénz), Zeszyty Literackie 2016[5]
- György Spiró, Salon Wiosenny (węg. Tavaszi Tárlat), Czytelnik 2016[5]
- Johanna Bodor, Nie szkodzi, kiedyś zrozumiem (węg. Nem baj, majd megértem), Świat Książki 2016
- György Spiró, Diavolina (weg. Diavolina), Czytelnik 2017[5]
- Sándor Márai, Rozwód w Budzie (węg. Válás Budán), Czytelnik 2019[9]
- Sándor Márai, Kronika Niedzielna (węg. Vasárnapi krónika), Czytelnik 2019[10]
- Sándor Márai, Stara miłość (węg. A régi szerető), Czytelnik 2020[11]
- Dezső Kosztolányi, Złoty latawiec (węg. Aranysárkány), Officyna 2020[12]
- Sándor Márai, Śladami bogów (węg. Istenek nyomában), Czytelnik 2021[13], wyd. II 2024
- Sándor Márai, Ta prawdziwa (węg. Az igazi), Czytelnik 2021[14]
- György Lukács, Przeżyte myślenie: życiorys utrwalony na taśmie magnetofonowej (węg. Megélt gondolkodás: életrajz magnószalagon), Instytut Wydawniczy Książka i Prasa 2021[15]
- Sándor Márai, Porwanie Europy (węg. Európa elrablása), Czytelnik 2022[16]
- Miklós Bánffy, Trylogia siedmiogrodzka, cz. I: Policzone, (węg. Megszámláltattál), Officyna, Łódź, 2023, ISBN 978-83-66511-93-4.
- Tibor Mészáros(inne języki), Odyseja XX wieku. Sándor Márai - życie i dzieło (XX. századi Odüsszeia: Márai Sándor (Pályakép és adattár az iró életéhez és műveihez)), Czytelnik 2023 https://czytelnik.pl/pl/p/Odyseja-XX-wieku.-Sandor-Marai-zycie-i-dzielo-z-autografem/1751
- Sándor Márai, Szkoła biednych (węg. A szegények iskolája), Czytelnik 2024 https://czytelnik.pl/pl/p/Szkola-biednych/1765

## Odznaczenia
- Brązowy Medal „Zasłużony Kulturze Gloria Artis” (2024)[17]
- Srebrny Krzyż Zasługi (Węgry, 2022)[18][19]